# 디크 카위쇠
디크 카위쇠(덴마크어: Dick Kaysø, 1947년 2월 13일~)는 덴마크의 배우, 성우이다.

## 작품 목록

### 영화
- 아웃사이드 러브 (2007년)
- 유산 (2003년)
- 어머! 물고기가 됐어요 (2000년)
- 꾸러기 가족 (1991년)
- 어메이징 스토리 (1985년)